# 金·莎瑪
金·莎瑪（英語：Kim Sharma，1980年1月21日—）是印度女演員和模特儿，主要演出宝莱坞電影。
她在2000年拍摄了第一部电影，《真愛永存》，合作演员有沙·魯克·罕、阿米塔布·巴沙坎及艾西瓦娅·雷等。
她其他較知名的電影有《Fida》、《Nehlle Pe Dehlla》和《Money Hai Toh Money Hai》。

## 外部連結
- 金·莎瑪在互联网电影资料库（IMDb）上的資料（英文）
- 金·莎瑪的Instagram帳戶